# 徐圣禅

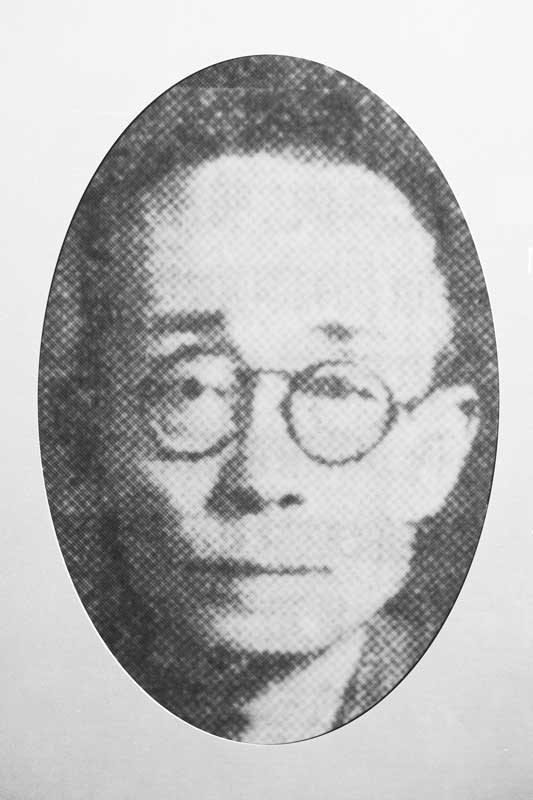
徐圣禅

徐圣禅（1882年—1958年），原名桴，字圣禅，以字行，号北峙塔主人，民国时期金融家、银行家、实业家，江浙财团代表人物之一。浙江镇海县（今宁波市北仑区）人。

## 生平介绍

### 早年
徐圣禅出生于浙江宁波府镇海县（今宁波市北仑区）小港顾家桥。
早年毕业于浙江省立商科专门学校。赴日本留学，入读日本东京第一高等师范学校（即舊制第一高等學校，今属东京大学），结业。在日本期间，结识孙中山。1905年，加入同盟会，参与支持辛亥革命。回国后，先后参与革命党人上海光复之役，护法运动和护国运动。

### 广州时期
孙中山下野后，随孙中山二次革命讨袁。后在闽南护法区担任政务处处长。1920年赴广州，出任广东省长公署统计科长。出任孙中山广州大本营财政部参事，广州护法军政府粤军联系人。1925年夏，出任黄埔军校政治教官，并担任广州国民政府财政部专门委员。广州时期，曾参与两次“东征”,讨伐陈炯明叛军。后担任国民革命军总司令部经理处长，广东东江各属行政委员。

### 北伐时期
蒋中正领导北伐时，担任北伐军军需长。1927年夏，出任国民政府财政部全国卷烟统税局局长。1927年5月，出任国民革命军总司令部军法处长，中将军衔。不久之后，转任福建省政府委员兼财政厅长。

### 上海时期
1930年，先后出任上海特别市财政局长、土地局长。曾担任中国通商银行常务董事，浙江地方银行董事长。1930年2月17日，出任上海市银行总经理。曾担任上海兴业信托社董事兼总经理，上海辛泰银行常务董事。并兼任上海、南京、宁波、无锡等地多家企业、银行的董事，经营领域横跨实业、化工、金融业、保险业、银行业、地产业。

### 抗日战争及以后
抗日战争时期，先后担任浙江省政府委员兼粮食管理局长，粮政局长，浙江省财政厅厅长。1947年3月，浙江地方银行改组作浙江省银行，徐留任董事长。抗日战争胜利后，于1947年当选第一届国民大会代表。1949年，移居台湾，续任国大代表，担任台北市宁波同乡会名誉理事长。曾捐助过家乡枫林小学和医院。

## 遗迹

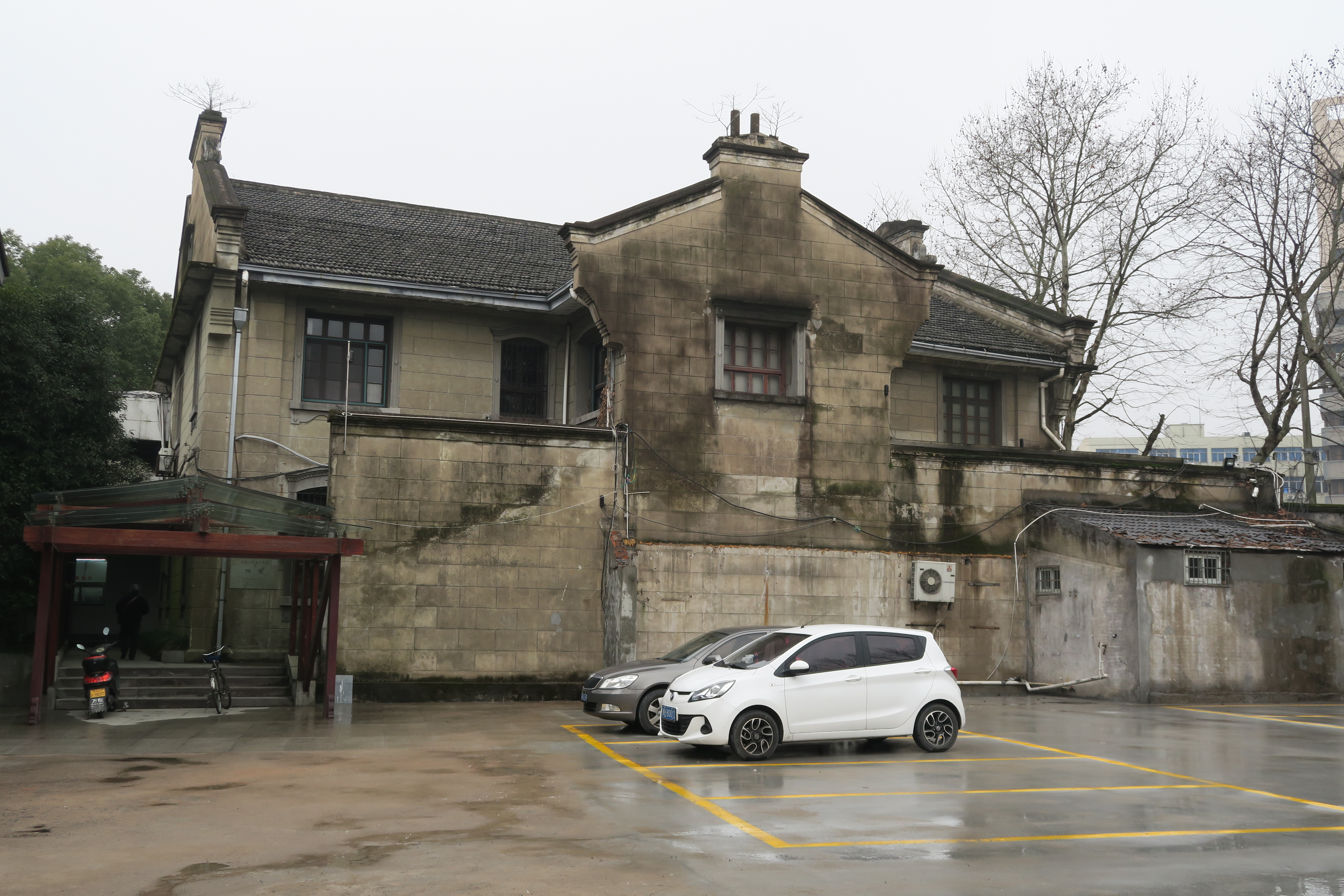
镇海徐宅

- 宁波市北仑区在2009年发现徐圣禅故居和徐圣禅手迹。其中故居建筑保存较为完整，徐圣禅墨迹整体可读。[1] 建筑建成于清朝中叶，为三合院布局，坐北朝南，是江南典型民居布局。院落共占地893.3平方米。其中实质建筑面积有727.7平方米。正房有三间两弄，并有两头出厍，两面各有厍房三间。正房九柱九檩，厢房七柱七檩。主体建筑今称为“徐夏家58号大屋”[6]。
- 今浙江宁波存东岙山徐桴（圣禅）旧居[7]。
- 寓居杭州期间，有何振岱《杭州徐圣禅家藏古琴拓本序》遗世[8]。
- 今上海市延安路226号，徐桴（圣禅）故居。
- 蒋中正电徐桴（圣禅）[永久]
- 宁波市镇海区徐宅[9]

## 代表著作
- 《镇海塔峙圃藏琴录》